# Gloniales
Gloniales is een orde van Dothideomycetes uit de subklasse Pleosporomycetidae.

## Taxonomie
De taxonomische indeling van Hysteriales is als volgt:
Orde: Gloniales
- Familie: Gloniaceae